# Julian Arahanga
Julian Sonny Arahanga (Raetihi, 18 dicembre 1972) è un attore neozelandese.

## Biografia
Nato a Raetihi, nella regione di Manawatu-Wanganui, suo padre è il celebre sceneggiatore neozelandese Larry Parr, mentre sua madre è di origini maori ed estoni. È principalmente conosciuto per aver interpretato il ruolo del giovane Nig Heke, il figlio primogenito di Jake "la Furia" e Beth Heke, nel film Once Were Warriors - Una volta erano guerrieri (1994), reinterpretato anche nel sequel Once Were Warriors 2 - Cinque anni dopo (1999), e per il ruolo di Apoc nel celeberrimo film d'azione Matrix (1999) dei fratelli Wachowski.

## Filmografia parziale

### Cinema
- Once Were Warriors - Una volta erano guerrieri (Once Were Warriors), regia di Lee Tamahori (1994)
- Matrix, regia di Andy e Larry Wachowski (1999)
- Once Were Warriors 2 - Cinque anni dopo (What Becomes of the Broken Hearted?), regia di Ian Mune (1999)
- The Ferryman, regia di Chris Graham (2007)

### Televisione
- Hercules - serie TV (1995-1999)
- The Lost World - serie TV (1999-2002)

## Doppiatori italiani
Nelle versioni in italiano delle opere in cui ha recitato, Julian Arahanga è stato doppiato da:
- Riccardo Rossi in Once Were Warriors - Una volta erano guerrieri
- Paolo Marchese in Once Were Warriors 2 - Cinque anni dopo
- Enrico Di Troia in Matrix
- Francesco Prando in Hercules